# Bumadizon
A bumazidon nem-szteroid típusú gyulladás elleni hatóanyag.
Készítmények: Dibilan F, Desflam, Eumotol, Rheumatol.

## Fordítás
Ez a szócikk részben vagy egészben  a   Bumadizone című angol Wikipédia-szócikk fordításán alapul.  Az eredeti cikk szerkesztőit annak laptörténete sorolja fel. Ez a jelzés csupán a megfogalmazás eredetét és a szerzői jogokat jelzi, nem szolgál a cikkben szereplő információk forrásmegjelöléseként.